# Monte Calvo (Gavorrano)
Il Monte Calvo è un'alta collina posta fra il paese di Gavorrano e la frazione di Ravi, nella parte centro settentrionale della provincia di Grosseto. Esso costituisce una delle propaggini settentrionali del gruppo del Monte d'Alma, uno dei più vasti e boscosi complessi collinari fra la pianura del fiume Pecora a nord e quella della Bruna a sud.

## Territorio
Il Monte Calvo racchiude un mosaico di macchie sclerofilliche, garighe, prati aridi e ambienti rocciosi calcarei nel quale alberga una flora mediterranea ricca di specie importanti nel quadro geobotanico regionale. Alcune di esse sono presenti nelle liste rosse della flora toscana e nella legge regionale sulle piante protette. 
Sono rappresentati anche aspetti dell'habitat prioritario “formazioni erbose secche seminaturali e facies coperte di cespugli su substrato calcareo con stupende fioriture di Orchidaceae” (Direttiva 97/62/CE), dell'ordine Festuca Brometalia. 
Le fitocenosi rupestri a Ferula glauca sono peculiari del biotopo e meriterebbero uno specifico studio fitosociologico. L'area rientra nel SIR 108 “Monte d'Alma”(cod.: IT51A0008) di ettari 5.845,08 e nel pSIC omonimo (cod.: IT51A0008): non sono presenti aree protette ai sensi della L 394/91 e LRT 49/95.

## Geomorfologia
Il Monte Calvo è un dosso collinare con crinale orientato in senso nord-sud e raggiungente quota 467 m s.l.m. I versanti orientali, scoscesi e rupestri, incombono sul paese di Ravi e degradano poi verso la depressione valliva dove scorre la vecchia via Aurelia mentre quelli occidentali, ugualmente ripidi, si affacciano sulla pianura del fiume Pecora fra Scarlino e Gavorrano. A meridione il monte è in continuità col complesso del Monte Alma attraverso i Poggi della Paganella e il Poggio Palone. 
Geolitologicamente si distingue da quest'ultimo complesso, prevalentemente arenaceo (macigno del Chianti), per essere costituito da calcari massicci della Falda Toscana (Giurassico inferiore) e in misura minore dai più antichi calcari cavernosi della formazione carbonatico-evaporitica. La linea di contatto fra macigno e calcare segue all'incirca la linea del Fosso dei Crognoli ed è ben distinguibile anche per il differente sviluppo della vegetazione sui due substrati. 
Sul Monte Calvo, in particolare sul versante orientale, sono presenti fenomeni di carsismo quali grotte, doline e fratture profonde dei banchi rocciosi, e vi è una pressoché assoluta assenza di acqua in superficie a causa dell'estrema rocciosità e permeabilità del substrato. 
La parte nord del Monte Calvo è interessata da attività estrattiva di calcare che determina un elevato impatto ambientale. In passato la zona di Ravi ha rappresentato un'importante zona mineraria (es. Miniera Marchi) per la presenza di cospicui giacimenti di pirite.

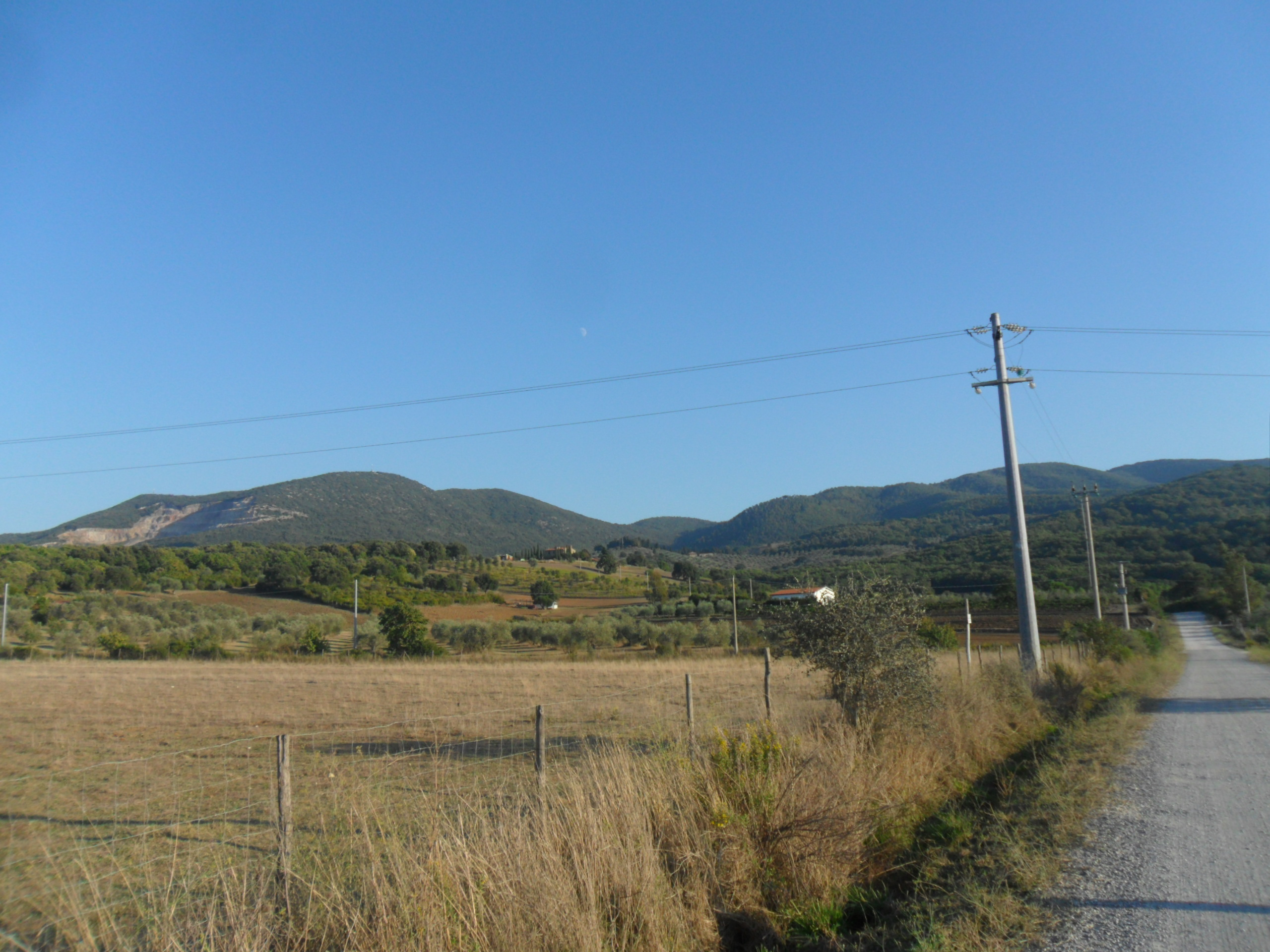
A sinistra il Monte Calvo

## Clima
Climaticamente la zona ricade nel tipo mediterraneo in senso lato con temperatura media annua di circa 14,5 °C e precipitazioni intorno a 800 mm. La natura calcarea del rilievo non consente la permanenza di acqua in superficie ed anche l'unico fosso dell'area (Fosso dei Crognoli) seppur incassato e protetto dalla vegetazione è privo di acqua per quasi tutto l'anno. I venti sia orientali che occidentali che frequentemente spazzano la sommità ed i fianchi del Monte Calvo contribuiscono ad inasprire le condizioni di siccità e a rendere lento e difficile lo sviluppo della vegetazione.

## Flora
Il Monte Calvo è rivestito da fitta macchia mediterranea, interrotta da affioramenti rupestri e ampie plaghe di vegetazione erbacea. Le parti sommitali del rilievo sono infatti denudate e colonizzate da praterie secche a dominanza di due piccoli cespuglietti aromatici, Helichrysum italicum e Satureja montana. Ad esse si associa la graminacea Bromus erectus e numerose altre specie, fra cui numerose orchidacee e la grande ombrellifera Ferula glauca di cui vi è notevole abbondanza. 
Fitosociologicamente questa prateria si presenta come una combinazione fra aspetti delle classi Festuca Brometea e Ononido-Rosmarinetea, cui si aggiunge un limitato contingente di erbe annuali della classe Thero Brachypodietea. La prateria è mosaicata con caratteristici aspetti di gariga del Quercion ilicis, in cui sono abbondanti le sclerofille calcicole della macchia mediterranea, come filliree, alaterno e lentisco. Sono invece quasi assenti le eriche, il mirto ed il corbezzolo, a causa del loro carattere più spiccatamente acidofilo. 
La fillirea a foglie larghe (Phillyrea latifolia) è abbondantissima e si presenta con individui vetusti dai fusti grossi e contorti. 
Esistono anche aspetti di tipica lecceta chiusa con sottobosco a viburno e ciclamini (Cyclamen repandum e C. hederifolium), riferibili all'associazione Viburno tini-Quercetum ilicis; molto limitata è invece la partecipazione di latifoglie decidue, in particolare l'orniello (Fraxinus ornus). 
Sui macereti e ghiaioni calcarei della valle del Fosso dei Crognoli e sui costoni rocciosi sopra Ravi sono presenti aspetti di vegetazione pioniera rupicolo-casmofitica a Ferula glauca, una pianta alta fino a più di 2 metri, con grandi foglie pluri-pennatosette, tenaci fusti farinoso-polverosi e grandi ombrelle gialle che compaiono verso la fine di maggio dando luogo ad un singolare spettacolo naturale. 
La flora del Monte Calvo è prettamente mediterranea e tipica di terreni calcarei aridi e rocciosi. Nelle praterie del crinale e nelle garighe sono presenti numerose specie di Orchidaceae, fra cui Orchis pauciflora, dai fiori gialli macchiati di bruno e Orchis simia, dai fiori screziati di porpora e bianco, sono piuttosto abbondanti. Compaiono inoltre Orchis tridentata, O. papilionacea, O. italica e diverse specie di Ophrys come O. bertolonii, O. holosericea, O. sphegodes, O. bombyliflora, O. apifera, O. crabronifera e O. tyrrhena. Queste ultime due sono endemiche dell'area ligure-tirrenica e presentano quindi un particolare interesse fitogeografico e conservazionistico. 
Numerose sono le leguminose e le graminaceae a ciclo annuale che contribuiscono ad incrementare la diversità fitotassonomica del biotopo. Sulle pietraie del fosso dei Crognoli e sui costoni rupestri sopra Ravi compaiono le entità di maggiore interesse floristico come ad esempio Biscutella cichoriifolia, una crucifera dalle vistose infiorescenze gialle considerata vulnerabile in Toscana per la sua rarità. 
Degne di menzione sono inoltre Iberis umbellata, Antirrhinum latifolium, Centranthus calcitrapa, Narcissus poeticus, Narcissus tazetta, Arabis verna, Lactuca viminea, Phagnalon sordidum, Lathyrus setifolius, Teucrium flavum e Ruta graveolens.

## Galleria d'immagini
|  |  |